# 县
縣是漢字文化圈所使用的行政区划单位名称，歷史悠久。在中国先秦时代既已作为地名出现，至春秋战国时演变为行政区单位，沿用至今，成为漢字文化圈传统意义上和法律地位上的地方行政單位名稱，扩展出县级行政区的概念。在今日的漢語圈，「縣」主要作為次級行政區存在，但在日本則是一級行政區。作为中国历史悠久的行政区单位，现代中国学者认为，县是中国历代王朝地方行政的分水岭，有「皇权不下县」之说。其观点认为中央政府的行政仅触及县以上行政区，縣和縣以下则是处于類似「地方自治」的状态。

## 历史

### 起源
在中国，“县”成为行政区单位名称始于春秋时期。在此之前，周朝在政治上奉行分封制。此級行政單位在先秦有不同用字，戰國各國用字尤其混亂。西周時期寫作，春秋時期燕國亦寫作。戰國時期，三晉寫作或，燕國寫作，楚國寫作「𨳿」（楚字），齊國寫作，秦國寫作。
唐德刚在《晚清七十年》中認為「縣」的來源是周武王分封诸侯之时，由于不愿意给诸侯过大的封地，又不愿分封太多的异姓诸侯，导致“有许多地方既非王畿又无适当的人可封”，这些土地“悬而未决”，只能暂时派人管理，等待有合适的人来封，称为“悬之”，后来就演化成了。此說可疑。先秦除了戰國的秦系的用字是外，其餘皆非，而西周用字更是。
春秋时期诸侯兼并，大国灭掉小国之后如不愿将该地分封给贵族，也会设置为县。如楚国就先后将权国、陈国、蔡国灭掉立县。晋国也曾将大夫的封地划分出一块设置为县以加强中央集权。设县主要原因是国君想扩大自己的权力，而不愿意将土地分封给其他贵族，所以设置县，交给受国君任命的县尹、县令、县公、县大夫管辖，“使其成为独立的地方政治单位而直属于中央”。所以春秋时期的县只有“晋、楚、秦、齐、吴等大国”有，而小国不需要设县。至戰國時代，這種行政区划制度逐漸成熟，為各強國採用，逐漸減少分封於貴族的地區。
中国学界对县的起源研究自1930年代起步。当代研究者将县的演进过程归纳为三个阶段，即“县鄙之县”到“县邑之县”再到“郡县之县”。西周时期，一国之区域主要以国（或称都）、野（或称鄙）区分，此时的县即县鄙之县。春秋时期，最初主要设置在各诸侯国的边疆之地，当时的楚、秦、晋、魏等诸侯大国兼并了周围的其它小国，不再另行封建的，就在原来的国的地方设置为县。是为县邑之县。有记录最早的县，是《史记》所记秦武公十年（前688年）“初县之”的邽县、冀县，以及次年的杜县、郑县。到了春秋后期，各国把县制推广到内地，渐渐地在边疆之地设郡，郡的面积比县大，却地广人稀，行政地位比县低，但是军事力量和重要性则超过县。战国时期，各国疆域逐渐成型，即使边境也逐渐繁荣起来，才开始在郡下设县，逐渐产生郡、县两级制。是为郡县之县。

### 秦汉
自前235年起，秦灭六国，逐步统一中国。秦国在获得新的疆域过程中，依然延续此前习惯，不再分封。前221年，秦朝政府推行单一的郡县制，将全国分为三十六郡，郡下设县，由此确立了郡、县二级制。
西汉初，建立郡县制和封国制并行的行政区划体制，是为郡国制。漢朝行政區劃中，郡、国管县。银雀山竹简《库法》云：“大县百里，中县七十里，小县五十里。大县两万家，中县万五千家，小县万家。”根据《汉书·百官公卿表》，县置令长，“万户以上为令，秩千石至六百石；减万户为长，秩五百石至三百石”。县之下为乡、乡之下为里，以鄉里制管理。

### 汉以后
东汉及以后，州成为一级行政区，建立起州、郡、县的三级行政区体制。汉朝以後，各个时期、各个地方或同一辖域因行政区划制度的不同，县可能被郡、府、州或军、监所辖，上级行政区常有变动，但县作为主要的三级或四级行政区单位则是相对稳定的。隋唐後，縣相继隸屬於府、州，或军、监。明清行政区划体制中，县是主要的三级行政单位。

## 现代

### 中華民國

#### 大陸時期
民國三年（1914年）1月，大总统袁世凯批准内务部《改定各省重複縣名及存廢理由清單》，在全国范围内，消灭重名县。民國初年的中華民國行政區劃繼承清朝行政區劃，但勵行行政區層級簡化。1910、20年代，县隸屬於道，1928年宣布廢道制，縣直接隸屬於省。但由於出現省下縣分過多，控制力不彰；故某些省又設置行政督察區做中介以方便管理。
抗日战争时期，中共领导的晋察冀边区应对战争形势创制了抗日联合县的形态:34。

#### 臺灣時期
中華民國自1949年後僅統治台澎金馬地區（自由地區），因實際管轄領土縮小，縣乃直接由臺灣省管轄。1998年修憲以後，省虛級化，改由中央政府（行政院）內政部直接管轄，成為實質上的一級行政區。
- 目前中華民國自由地區共有13個縣：臺灣本島10縣，澎湖、金門、連江（馬祖）各一縣。

### 中华人民共和国
中华人民共和国建立之前，中共在其管控地区已经建立起自己的行政区划体制。县通常被专区管辖。这一体制，随着中共的军事胜利被推广至全国。在中华人民共和国初期，新政府对行政等级有过多次调整。1950年代，省成为最主要的一级行政区。
自1950年代起，除各直辖市外，所有县均隶属于专区（行政督察专区）。1970年代后，专区被地区、地级行政区取代。根据《中华人民共和国宪法》，县和县级市在法律上是二级地方行政单位，直接隶属于省。然而，在省与县之间实际上存在另一级行政单位，即地级行政区。除各直辖市、海南省直管县外，县和县级市均由地级行政区“代管”，因此在事实上是地级行政区的下辖行政区。随着撤县设市和撤县改区的浪潮，越来越多的县成为县级市和市辖区。
- 縣與上級地級市同名：承德市承德縣、撫順市撫順縣、本溪市本溪滿族自治縣、阜新市阜新蒙古族自治縣、遼陽市遼陽縣、鐵嶺市鐵嶺縣、朝陽市朝陽縣、通化市通化縣、安陽市安陽縣、新鄉市新鄉縣、濮陽市濮陽縣、南昌市南昌縣、吉安市吉安縣、長沙市長沙縣、湘潭市湘潭縣、衡陽市衡陽縣、邵陽市邵陽縣、岳陽市岳陽縣、烏魯木齊市烏魯木齊縣。
- 縣與上級其他縣級行政區同名：伊犁哈萨克自治州伊宁市与伊宁县

### 日本
日本近代以前實施封建（幕藩體制），全國各地的「藩」具備實際上的一級行政區功能。至明治時代，為了中央集權施行「廢藩置縣」，於1871年改置「縣」為主要的一級行政區，延續至今。
與漢語的用法不同，現今日語的「縣」（〔〕／ ken）主要做為其他國家第一級行政區劃的譯稱，英語對應詞為。

## 其他
- 县（Daerah）在马来西亚是二或三级行政区。
- 縣（kabupaten）在印度尼西亞是二级行政区。
- 「縣」在中國大陸是普遍做為國外第二/三級行政区划单位的汉译（在台灣是譯作「郡」），如印度“邦”以下区划「district」译作“縣”；汉语常将英文的「county」译作“县”，如美國的行政區劃「縣」，但对英国的行政区划单位「county」则译作“郡”。
- 市县合一，指一些国家（特别是美国）的一些市（city或municipality）和县（county）合并成为了一个联合行政区。